# Spilogona albiarenosa
Spilogona albiarenosa este o specie de muște din genul Spilogona, familia Muscidae, descrisă de Xue și Wang în anul 1989. Conform Catalogue of Life specia Spilogona albiarenosa nu are subspecii cunoscute.